# 클라우디아 발렌티나
클라우디아 아나벨 코니(영어: Claudia Annabelle Cooney, 2001년 6월 6일 ~ )는 클라우디아 발렌티나(Claudia Valentina)라는 예명으로 활동하는 건지섬 출신의 영국 가수이자 작곡가이다.

## 생애

### 어린 시절
건지섬에서 자랐다. 어린 시절부터 예술에 관심을 가졌고 다양한 무대 학교에 다녔다. 노래, 춤, 연극에 매우 흥미를 느꼈고 2011년 디즈니랜드 파리에서 열린 댄스 월드컵에 처음 참가하여 그룹과 함께 금메달을 획득했다. 이어서 런던의 웨스트엔드에서도 빌리 엘리어트 뮤지컬에서 주디 호프 역을 포함한 공연에 출연했다. 13세에 그녀는 어머니와 함께 로스앤젤레스로 이주하여 배우와 댄서로 계속 활동했다. 그녀는 또한 팝 가수로서 발판을 마련하려고 노력했으며 요한 칼슨, 맷 스콰이어 및 로스 골란과 같은 작곡가들과 함께 작업했다.

### 음악 경력
2019년 발렌티나는 와일리의 "My One"의 메인 코러스에 피처링했다. 발렌티나는 런던으로 돌아와 프로듀서 데이비드 스튜어트와 작곡가 제시카 아곰바와 함께 2020년 유니버설 뮤직 그룹을 통해 발매된 그녀의 데뷔 EP를 작업했다. 그녀의 싱글 "C'est La Vie"는 2021년에 발매되었다. 같은 해, 그녀는 DJ 티에스토와 가수 에이바 맥스가 공연한 곡 The Motto를 공동 작곡하기도 했다. 2022년 발렌티나는 독일 래퍼 크로의 곡 "High"에 피처링했다. 이 곡은 오스트리아와 독일 차트에서 24위, 스위스 차트에서 64위를 기록했다. 그녀는 K-pop 걸그룹 BLACKPINK의 제니의 댄스 팝 및 마이애미 베이스 싱글 "Mantra"를 공동 작사 및 작곡했는데, 원래 "Honda"라는 제목이었다.

## 디스코그래피

### 익스텐디드 플레이
| 제목              | 세부 정보                                                               |
| ----------------- | ----------------------------------------------------------------------- |
| Claudia Valentina | - 발매일: 2020년 10월 20일 - 레이블: EMI 레코드 - 형식: 디지털 다운로드 |

### 싱글

#### 리드 아티스트
| 제목                   | 연도 | 앨범 또는 EP      |
| ---------------------- | ---- | ----------------- |
| "Seven"                | 2020 | Claudia Valentina |
| "Obsessed"             | 2020 | Claudia Valentina |
| "C’est La Vie"         | 2021 | 단독 싱글들       |
| "Extra Agenda"         | 2022 | 단독 싱글들       |
| "Sweat"                | 2022 | 단독 싱글들       |
| "D&G"                  | 2024 | 발표 예정         |
| "Diamonds On My Teeth" | 2024 | 발표 예정         |
| "When I'm High"        | 2025 | 발표 예정         |
| "Cry Them Dry"         | 2025 | 발표 예정         |
| "Candy"                | 2025 | 발표 예정         |

#### 피쳐링 참여
| 제목                                                                      | 연도 | 최고 차트 순위 | 최고 차트 순위 | 최고 차트 순위 | 인증           | 앨범 또는 EP |
| 제목                                                                      | 연도 | AUT            | GER            | SWI            | 인증           | 앨범 또는 EP |
| ------------------------------------------------------------------------- | ---- | -------------- | -------------- | -------------- | -------------- | ------------ |
| "High" (크로 featuring Claudia Valentina)                                 | 2022 | 24             | 24             | 62             | IFPI AUT: Gold | 단독 싱글    |
| "—"는 해당 지역에서 차트에 오르지 못했거나 발매되지 않은 녹음을 나타낸다. |      |                |                |                |                |              |